# Albin Haller
Albin Haller (* 7. März 1849 in Felleringen, Elsass; † 29. April 1925 in Paris) war ein französischer Chemiker.

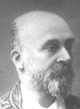
Albin Haller 1902

Haller war der Sohn eines Holzschnitzers und einer Schneiderin, die Familie hatte elf Kinder. Er besuchte die École primaire supérieure in Wesserling und war ab 1866 Apothekergehilfe in Wesserling. Dank seiner Intelligenz schickte ihn der Apotheker nach Munster zu Achille Gault, der Schüler von Eugène Théodore Jacquemin in Straßburg gewesen war und der wiederum Schüler von Charles Frédéric Gerhardt, und von da ging er nach Colmar, in die Apotheke von Gaults Bruder, der ihm auch Unterricht in Französisch und Latein gab, sodass er 1870 seinen Bachelor-Abschluss in Straßburg erhielt. Im Deutsch-Französischen Krieg verließ er das Elsass und arbeitete an einem Militärhospital in Lyon. Bei Kriegsende 1871 ging er nach Nancy, wo Achille Gault, der ebenfalls das Elsass verlassen hatte, um in Frankreich zu leben, eine neue Apotheke eröffnete. Er studierte in Nancy an der neu gegründeten (nach dem Krieg aus Straßburg hierher verlegten) École supérieure de Pharmacie der Faculté des Sciences, legte 1873 die Apothekerprüfung ab und war dort Assistent, erhielt 1875 das Lizenziat, unterrichtete ab 1877 einen Kurs in analytischer Chemie und wurde 1879 in Paris promoviert (Docteur ès Sciences) mit einer Arbeit über Campher und dessen Derivate. Er war danach Maître de conférences und ab 1885 Professor in Nancy. 1889 gründete er dort ein Chemie-Institut zur Ausbildung von Ingenieuren. Ab 1899 war er Professor für Organische Chemie an der Sorbonne als Nachfolger von Charles Friedel. Von 1905 bis zu seinem Tod war er Direktor der École supérieure de physique et de chimie industrielles.
Ab 1890 befasste er sich mit Campher und dessen Derivaten und trug mit verschiedenen Synthesen zu dessen Strukturaufklärung bei. 1905 synthetisierte er Menthol.
Er entwickelte verschiedene Synthesen unter Einsatz von Natriumamid, besonders von verzweigten Ketonen. So ist die Haller-Bauer-Reaktion nach ihm benannt und der alkylierende Abbau nach Haller (1909), beide unter Verwendung von Natriumamid, das er auch für Synthesen von Pyrrolidin- und Tetrahydropyridin-Derivaten einsetzte. Er befasste sich auch mit den Mechanismen von Esterbildung von Estern untereinander bzw. von Estern mit einem Alkohol und fand eine verbesserte Trennung von Terpenalkoholen und ätherische Ölen, was von großer Bedeutung für die Parfümindustrie war. Haller befasste sich auch mit Anwendung der Physikalischen Chemie in der Organischen Chemie. Er trug wesentlich zum Aufbau der Ausbildung von Chemieingenieuren in Frankreich bei, wobei seine Freundschaft mit dem Industriellen Ernest Solvay eine Rolle spielte.
1917 erhielt er die Davy-Medaille. 1900 wurde er Mitglied der Académie des sciences, deren Präsident er 1923 war und deren Prix Jecker er 1898 erhielt. Außerdem war er Mitglied der Académie de Médecine und der Académie d’Agriculture (Präsident 1918) sowie seit 1912 korrespondierendes Mitglied der Russischen Akademie der Wissenschaften in Sankt Petersburg. Er war 1904 und 1910 Präsident der Société chimique de France. 1917 war er Gründungspräsident der Société de chimie industrielle. Von 1907 bis 1919 war er korrespondierendes Mitglied der Göttinger Akademie der Wissenschaften. Die Académie royale des Sciences, des Lettres et des Beaux-Arts de Belgique nahm ihn 1919 als assoziiertes Mitglied auf. Er war Offizier der Ehrenlegion und mehrfacher Ehrendoktor.
Seine Frau Marie Lucie Comon war eine Cousine von Henri Poincaré, mit der er vier Kinder hatte (ein Sohn fiel 1916 als Flieger). Seine Schwester Aline war mit Émile Boutroux verheiratet.